# Carl Joachim Stimming

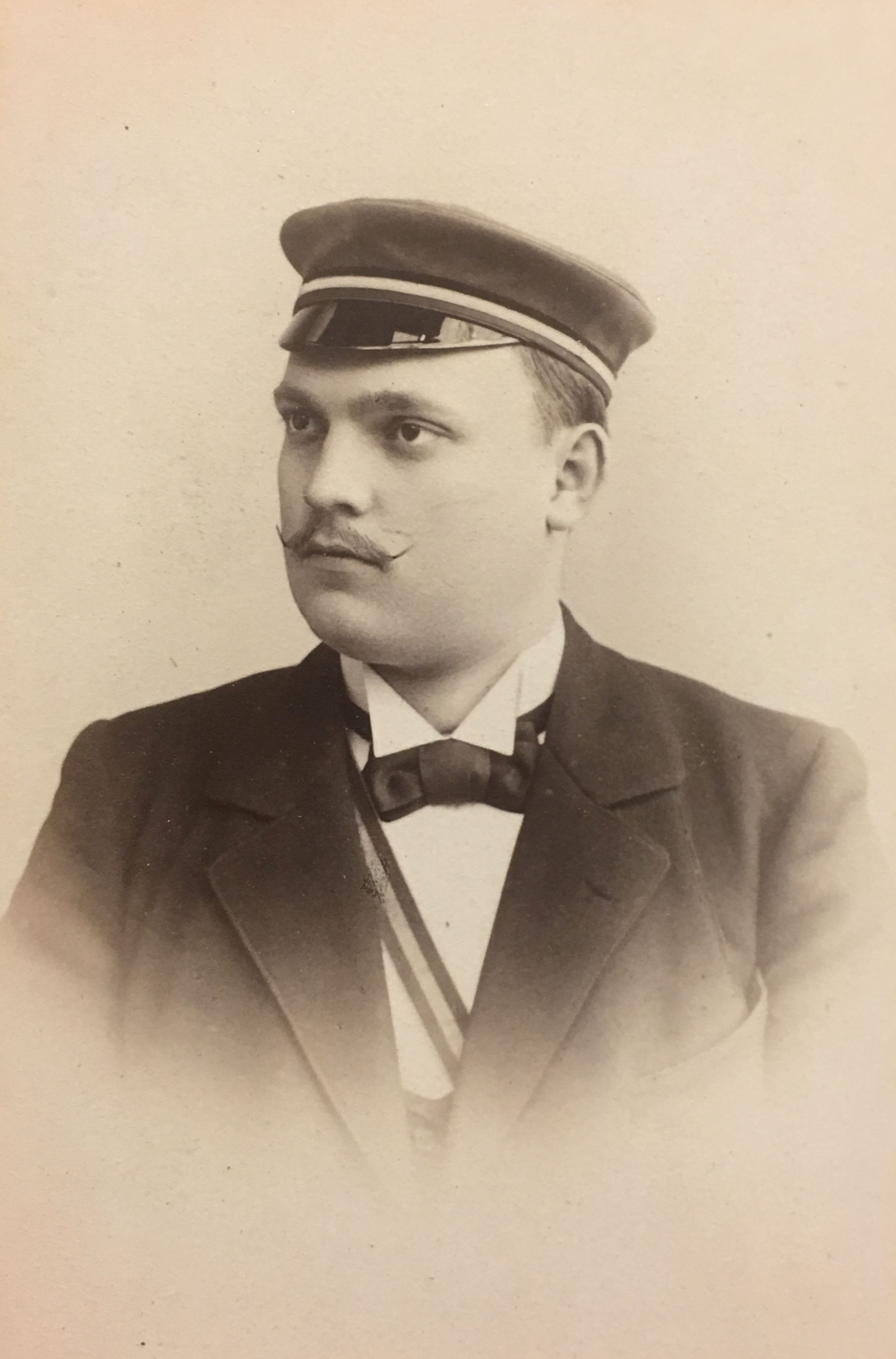
Karl Stimming

Carl Joachim Stimming (* 15. Mai 1876 in Fürstenwalde/Spree; † 6. November 1931 in Hamburg) war ein deutscher Ministerialbeamter. Von 1921 bis 1931 war er  Generaldirektor des Norddeutschen Lloyd.

## Leben
Geboren und aufgewachsen in Fürstenwalde, leistete Stimming ab 1894 seinen Militärdienst in Erlangen. Er studierte an der Friedrich-Alexander-Universität Erlangen Rechtswissenschaft und wurde 1895 im Corps Baruthia recipiert. Nach Beendigung seiner Studien schlug er die Laufbahn in der Marineverwaltung ein und war von 1903 bis 1910, zuletzt als Abteilungsvorstand, bei der Kaiserlichen Marineintendantur in Kiel. Später als Hilfsreferent ins Reichsmarineministerium berufen, avancierte er zum Dezernenten für die Garnisonverwaltung. Nach Ausbruch des Ersten Weltkrieges wurde er mit der Organisation der Proviantzentrale betraut. 1915 trat er als Referent der Reichsfinanzverwaltung zum Reichsschatzamt über. Er wurde 1917 zum Geh. Oberregierungsrat ernannt, verließ aber im gleichen Jahr den Reichsdienst.
Er  trat in den Vorstand des Norddeutschen Lloyd (NDL) ein, zunächst als Leiter der Kajüt- und Zwischendeckabteilung. Im April 1921 wurde er Generaldirektor des NDL als Nachfolger von Philipp Heineken. Der NDL hatte 1920 noch einen Bestand von kleinen Dampfern mit insgesamt 57.000 BRT. In seiner Zeit war der Neuaufbau der Reederei die wichtigste Aufgabe. Es folgte ein Nachkriegsboom der NDL-Flotte. 1924 wurde das 32.354 BRT große Passagierschiff als Columbus in den Liniendienst eingesetzt. Zwischen 1925 und 1928 übernahm der Lloyd einige Reedereien wie HABAL, Roland-Linie und Argo. 1929 und 1930 wurden die beiden Passagierdampfer, Bremen und Europa in den Dienst gestellt. Die Wirtschaftskrise von 1928/31 führte aber auch zu einer Krise der Reederei. Die juristische Fakultät der Universität Erlangen verlieh Stimming die Ehrendoktorwürde.
Mit 55 Jahren erlag Stimming im Hamburger Bethanien-Krankenhaus den Folgen eines Unfalls. Er wurde in der Familiengruft in Bremen beigesetzt. Sein Nachfolger beim NDL war für kurze Zeit Ernst Glässel.